# Abati di San Gallo

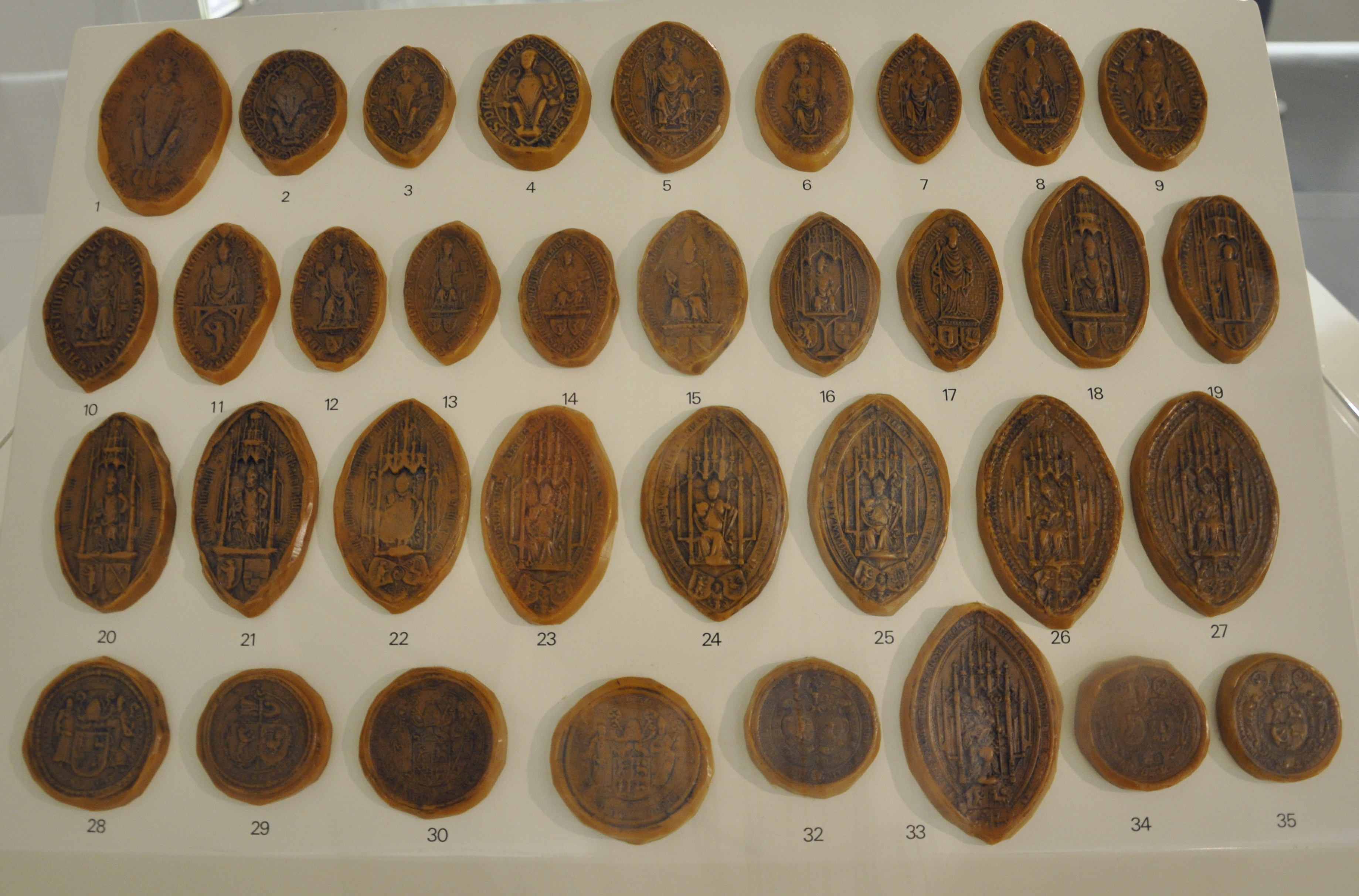
San Gallo, Lapidarium, sigilli dell'abate di San Gallo da Rodolfo di Güttingen (1220-1226) a Pankraz Vorster (1796-1805)

Lista degli abati dell'abbazia di San Gallo fino al 1805:
- Gallo (612 – circa 640)
- Magnoaldo (?, circa 650)
- Stefano di San Gallo (?, circa 650/700)
- Magulfus (?, circa 700)
- Otmar (719 – 759)[1]
- Giovanni (759/60– 782)[1]
- Ratperto (782)[1]
- Waldo (782 – 784)[1]
- Werdone (784 – 812)[1]
- Wolfleoz (812 – 816)[1]
- Gozberto (816 – 837)[1]
- Bernwico (837 – 840/41)[1]
- Engilberto (840/841)[1]
- Grimaldo (841 – 872)[1]
- Hartmodo (872 – 883)[1]
- Bernardo (883-890)[1]
- Salomone (890 – 919)[1]
- Hartmanno (922 – 925)[1]
- Engilberto (925 – 933)[1]
- Tietone (933 – 942)[1]
- Cralone (942 – 958)[1]
  - Anno/Annone (953 – 954), fratello del precedente, anti-abate[1][2]
- Ekkeardo (eletto abate per volere di Cralone ma non confermato da Ottone I in quanto, prima che questo tornasse dalla sua campagna contro un re dei Danesi, Ekkeardo morì e dunque non è incluso ufficialmente nella lista) (958)[3]
- Burcardo I (Purcharto) (958 – 971) (Udalrichingi)[1][3][4]
- Notkero (971 – 975)[1]
- Immone (976 –984)[1]
- Ulrico I (984 – 990)[1]
- Gherardo (990 – 1001)[1]
- Burcardo II (Purcharto) (1001 – 1022)[1]
- Tepaldo (1022 – 1034)[1]
- Nortperto (1034 – 1072)[1]
- Ulrico II (1072 – 1076)[1]
- Ulrico di Eppenstein (1077 – 1121)[1]
  - Lutoldo (1077 – 1083 circa), anti-abate[1][5]
  - Werinardo (1083 – 1086), anti-abate e monaco di Reichenau: non compare nelle liste degli abati e forse assunse la carica solo nel 1086, nel momento in cui Ulrico venne nominato patriarca di Aquileia ed abbandonò il monastero; egli era sostenuto dal suo ex-abate Ekkeardo e da Bertoldo II, i quali restaurarono la piccola fortezza presso il fiume Thur nei pressi di San Gallo, poi presa con l'inganno da Ulrico e quindi demolita; nello stesso anno, Werinardo abbandonò San Gallo per una meta a noi sconosciuta[1][5][6]
- Manegoldo di Mammern (1121-1133)[1]
  - Enrico di Twiel (1121 – 1122), anti-abate[1]
- Werinhero (1133-1167)[1]
- Ulrico di Tegerfeld (1167-1199)[1]
- Ulrico di Veringen (1199-1200)[1]
- Enrico di Klingen (1200-1204)[1]
- Ulrico di Sax (1204-1220)[1]
- Rodolfo di Güttingen (1220 – 1226)[1]
- Corrado di Bussnang (1226 – 1239)[1]
- Walter von Trauchburg (1239 – 1244)
- Berthold von Falkenstein (1244 – 1272)
- Ulrich von Güttingen (1272 – 1277)
- Heinrich von Wartenberg (1272 – 1274) "abate titolare"
- Rumo von Ramstein (1274 – 1281)
- Wilhelm von Montfort (1281 – 1301)
- Konrad von Gundelfingen (1288 – 1291) "abate titolare"
- Heinrich von Ramstein (1301 – 1318)
- Hiltbold von Werstein (1318 – 1329)
- Rudolf von Montfort (1330 – 1333)
- Hermann von Bonstetten (1333 – 1360)
- Georg von Wildenstein (1360 – 1379)
- Kuno von Stoffeln (1379 – 1411)
- Heinrich von Gundelfingen (1411 – 1418)
- Konrad von Pegau (1418 – 1419)
- Heinrich von Mansdorf (1419 – 1426)
- Eglolf Blarer (1426 – 1442)
- Kaspar von Breitenlandenberg (1442 – 1463)
- Ulrich Rösch (1463 – 1491)
- Gotthard Giel von Glattburg (1491 – 1504)
- Franz von Gaisberg (1504 – 1529)
- Kilian Germann (1529 – 1530)
- Diethelm Blarer von Wartensee (1530 – 1564)
- Otmar Kunz (1564 – 1577)
- Joachim Opser (1577 – 1594)
- Bernhard Müller (1594 – 1630)
- Pius Reher (1630 – 1654)
- Gallus Alt (1654 – 1687)
- Celestino Sfondrati (1687 – 1696)
- Leodegar Bürgisser (1696 – 1717)
- Joseph von Rudolfi (1717 – 1740)
- Coelestin Gugger von Staudach (1740 – 1767)
- Beda Angehrn (1767 – 1796)
- Pankraz Vorster (1796 – 1805)